# Teški meromiozin
Teški meromiozin (HMM) je veći od dva fragmenta, koji nastaju od mišićnog proteina miozina II nakon nepotupine proteolize tripsinom ili himotripsinom. HMM se koristi za određivanje polarnosti aktinskih filamenata.